# Avezzano (famiglia)
La famiglia Avezzano (talvolta preceduta dalla preposizione d') è stata una famiglia nobile italiana.

## Storia
La famiglia Avezzano ebbe origine dalla casata dei Berardi, noti come Conti dei Marsi. Il fondatore fu Berardo Berardi, il quale, entrato in possesso della signoria di Avezzano, grazie alla legge longobarda dell'XI secolo che consentiva di cambiare il proprio cognome col nome del feudo, cambiò il proprio cognome in Avezzano. La sua genealogia, secondo quanto riporta il genealogista Ferrante della Marra, è piccola e di breve composizione. La famiglia si estinse nel XIV secolo con la contessa Sveva d'Avezzano, andata in sposa prima a Filippo Polliceno e poi a Tommaso II Sanseverino.

## Albero genealogico
Di seguito è riportato l'albero genealogico della famiglia Avezzano dal fondatore Berardo, vissuto nell'XI secolo, fino al XIV secolo, secondo una ricostruzione del genealogista Ferrante della Marra:
|           |        |           |           |             |             |        |        |
|           |        |           | Berardo   |             |             |        |        |
|           |        |           |           |             |             |        |        |
|           |        |           |           |             |             |        |        |
| Taddeo    | Taddeo | Gualtiero | Gualtiero | Baldassarre | Baldassarre | Ettore | Ettore |
|           |        |           |           |             |             |        |        |
|           |        |           |           |             |             |        |        |
| Almerico  |        |           |           |             |             |        |        |
|           |        |           |           |             |             |        |        |
|           |        |           |           |             |             |        |        |
| Grismondo |        |           |           |             |             |        |        |
|           |        |           |           |             |             |        |        |
|           |        |           |           |             |             |        |        |
| Sveva     |        |           |           |             |             |        |        |